# 432 Піфія
432 Піфія, або 432 Пітія, (432 Pythia) — астероїд головного поясу, відкритий 18 грудня 1897 року Огюстом Шарлуа у Ніцці.